# Mouhamed Soueid
Mouhamed Soueid (31 dicembre 1991) è un calciatore mauritano, attaccante del Nouadhibou e della nazionale mauritana.

## Carriera

### Nazionale
Debutta con la nazionale mauritana il 7 gennaio 2017 in occasione dell'amichevole persa 3-1 contro la Algeria.
Nel novembre 2021 viene convocato per la Coppa araba FIFA 2021, competizione dove realizza la sua prima rete in nazionale nella vittoria per 2-1 contro la Siria nella fase a gironi. Pochi mesi più tardi viene incluso nella lista finale per la Coppa delle nazioni africane 2021.

## Statistiche

### Cronologia presenze e reti in nazionale
| Cronologia completa delle presenze e delle reti in nazionale ― Mauritania | Cronologia completa delle presenze e delle reti in nazionale ― Mauritania | Cronologia completa delle presenze e delle reti in nazionale ― Mauritania | Cronologia completa delle presenze e delle reti in nazionale ― Mauritania | Cronologia completa delle presenze e delle reti in nazionale ― Mauritania | Cronologia completa delle presenze e delle reti in nazionale ― Mauritania | Cronologia completa delle presenze e delle reti in nazionale ― Mauritania | Cronologia completa delle presenze e delle reti in nazionale ― Mauritania |
| Data                                                                      | Città                                                                     | In casa                                                                   | Risultato                                                                 | Ospiti                                                                    | Competizione                                                              | Reti                                                                      | Note                                                                      |
| ------------------------------------------------------------------------- | ------------------------------------------------------------------------- | ------------------------------------------------------------------------- | ------------------------------------------------------------------------- | ------------------------------------------------------------------------- | ------------------------------------------------------------------------- | ------------------------------------------------------------------------- | ------------------------------------------------------------------------- |
| 7-1-2017                                                                  | Blida                                                                     | Algeria                                                                   | 3 – 1                                                                     | Mauritania                                                                | Amichevole                                                                | -                                                                         | 57’                                                                       |
| 22-6-2021                                                                 | Doha                                                                      | Mauritania                                                                | 2 – 0                                                                     | Yemen                                                                     | Qual. Coppa araba FIFA 2021                                               | -                                                                         | 79’                                                                       |
| 3-9-2021                                                                  | Nouakchott                                                                | Mauritania                                                                | 1 – 2                                                                     | Zambia                                                                    | Qual. Mondiali 2022                                                       | -                                                                         | 67’                                                                       |
| 7-9-2021                                                                  | Malabo                                                                    | Guinea Equatoriale                                                        | 1 – 0                                                                     | Mauritania                                                                | Qual. Mondiali 2022                                                       | -                                                                         | 75’                                                                       |
| 7-10-2021                                                                 | Radès                                                                     | Tunisia                                                                   | 3 – 0                                                                     | Mauritania                                                                | Qual. Mondiali 2022                                                       | -                                                                         | 46’                                                                       |
| 10-10-2021                                                                | Nouakchott                                                                | Mauritania                                                                | 0 – 0                                                                     | Tunisia                                                                   | Qual. Mondiali 2022                                                       | -                                                                         |                                                                           |
| 13-11-2021                                                                | Lusaka                                                                    | Zambia                                                                    | 4 – 0                                                                     | Mauritania                                                                | Qual. Mondiali 2022                                                       | -                                                                         |                                                                           |
| 30-11-2021                                                                | Ar Rayyan                                                                 | Tunisia                                                                   | 5 – 1                                                                     | Mauritania                                                                | Coppa araba FIFA 2021 - 1º turno                                          | -                                                                         | 46’                                                                       |
| 6-12-2021                                                                 | Al Wakrah                                                                 | Siria                                                                     | 1 – 2                                                                     | Mauritania                                                                | Coppa araba FIFA 2021 - 1º turno                                          | 1                                                                         | 69’                                                                       |
| 16-1-2022                                                                 | Limbe                                                                     | Tunisia                                                                   | 4 – 0                                                                     | Mauritania                                                                | Coppa d'Africa 2021 - 1º turno                                            | -                                                                         | 14’                                                                       |
| 20-1-2022                                                                 | Limbe                                                                     | Mali                                                                      | 2 – 0                                                                     | Mauritania                                                                | Coppa d'Africa 2021 - 1º turno                                            | -                                                                         | 62’                                                                       |
| 26-3-2022                                                                 | Nouakchott                                                                | Mauritania                                                                | 2 – 1                                                                     | Mozambico                                                                 | Amichevole                                                                | 1                                                                         | 90+1’                                                                     |
| 29-3-2022                                                                 | Nouakchott                                                                | Mauritania                                                                | 2 – 0                                                                     | Libia                                                                     | Amichevole                                                                | -                                                                         | 59’                                                                       |
| 4-6-2022                                                                  | Nouakchott                                                                | Mauritania                                                                | 3 – 0                                                                     | Sudan                                                                     | Qual. Coppa d'Africa 2023                                                 | -                                                                         |                                                                           |
| 8-6-2022                                                                  | Franceville                                                               | Gabon                                                                     | 0 – 0                                                                     | Mauritania                                                                | Qual. Coppa d'Africa 2023                                                 | -                                                                         | 90+3’                                                                     |
| 29-8-2022                                                                 | Nouakchott                                                                | Guinea-Bissau                                                             | 0 – 1                                                                     | Mauritania                                                                | Qual. CHAN 2022                                                           | -                                                                         |                                                                           |
| 2-9-2022                                                                  | Nouakchott                                                                | Mauritania                                                                | 1 – 0                                                                     | Guinea-Bissau                                                             | Qual. CHAN 2022                                                           | -                                                                         |                                                                           |
| 24-9-2022                                                                 | Nouakchott                                                                | Mauritania                                                                | 1 – 0                                                                     | Benin                                                                     | Amichevole                                                                | -                                                                         | 70’                                                                       |
| 27-9-2022                                                                 | Mohammedia                                                                | Rep. del Congo                                                            | 0 – 2                                                                     | Mauritania                                                                | Amichevole                                                                | -                                                                         | 67’                                                                       |
| 28-3-2023                                                                 | Nouakchott                                                                | Mauritania                                                                | 1 – 1                                                                     | RD del Congo                                                              | Qual. Coppa d'Africa 2023                                                 | 1                                                                         |                                                                           |
| 20-6-2023                                                                 | Agadir                                                                    | Sudan                                                                     | 0 – 3                                                                     | Mauritania                                                                | Qual. Coppa d'Africa 2023                                                 | -                                                                         | 73’                                                                       |
| 9-9-2023                                                                  | Nouakchott                                                                | Mauritania                                                                | 2 – 1                                                                     | Gabon                                                                     | Qual. Coppa d'Africa 2023                                                 | -                                                                         | 72’                                                                       |
| 14-10-2023                                                                | Mohammedia                                                                | Madagascar                                                                | 1 – 2                                                                     | Mauritania                                                                | Amichevole                                                                | -                                                                         | 62’                                                                       |
| 17-10-2023                                                                | Mohammedia                                                                | Mauritania                                                                | 1 – 2                                                                     | Burkina Faso                                                              | Amichevole                                                                | -                                                                         | 62’                                                                       |
| 15-11-2023                                                                | Kinshasa                                                                  | RD del Congo                                                              | 2 – 0                                                                     | Mauritania                                                                | Qual. Mondiali 2026                                                       | -                                                                         | 75’                                                                       |
| 22-3-2024                                                                 | Marrakech                                                                 | Mali                                                                      | 2 – 0                                                                     | Mauritania                                                                | Amichevole                                                                | -                                                                         | 69’                                                                       |
| 26-3-2024                                                                 | Agadir                                                                    | Marocco                                                                   | 0 – 0                                                                     | Mauritania                                                                | Amichevole                                                                | -                                                                         | 46’                                                                       |
| 6-6-2024                                                                  | Nouakchott                                                                | Mauritania                                                                | 0 – 2                                                                     | Sudan                                                                     | Qual. Mondiali 2026                                                       | -                                                                         | 90+2’                                                                     |
| 19-11-2024                                                                | Nouakchott                                                                | Mauritania                                                                | 1 – 0                                                                     | Capo Verde                                                                | Qual. Coppa d'Africa 2025                                                 | 1                                                                         | 73’                                                                       |
| Totale                                                                    |                                                                           | Presenze                                                                  | 29                                                                        |                                                                           | Reti                                                                      | 4                                                                         |                                                                           |